# Ignacio Zoco
Ignacio Zoco Esparza (31. červenec 1939, Garde v Valle de Roncal – 28. září 2015 Madrid) byl španělský fotbalista. Hrával na pozici záložníka.
Se španělskou fotbalovou reprezentací vyhrál mistrovství Evropy roku 1964. Na tomto turnaji se dostal i do all-stars týmu. Zúčastnil se též světového šampionátu roku 1966. Celkem za národní tým odehrál 25 utkání a vstřelil jeden gól.
S Realem Madrid vyhrál v sezóně 1965/66 Pohár mistrů evropských zemí. Sedmkrát s Realem získal titul španělského mistra ( 1962–63, 1963–64, 1964–65, 1966–67, 1967–68, 1968–69, 1971–72) a dvakrát španělský pohár (1969–70, 1973-74).